# オオフエヤッコダイ
オオフエヤッコダイ（大笛奴鯛、学名：Forcipiger longirostris）は、スズキ目チョウチョウウオ科フエヤッコダイ属に分類される魚類の一種。種小名は「長い鼻」を意味する。

## 形態
- 体長23cm[2]。
- 吻は細長く筒状。
- 体色は黄色、黒色、褐色の個体がいる[3]。

よく似た種

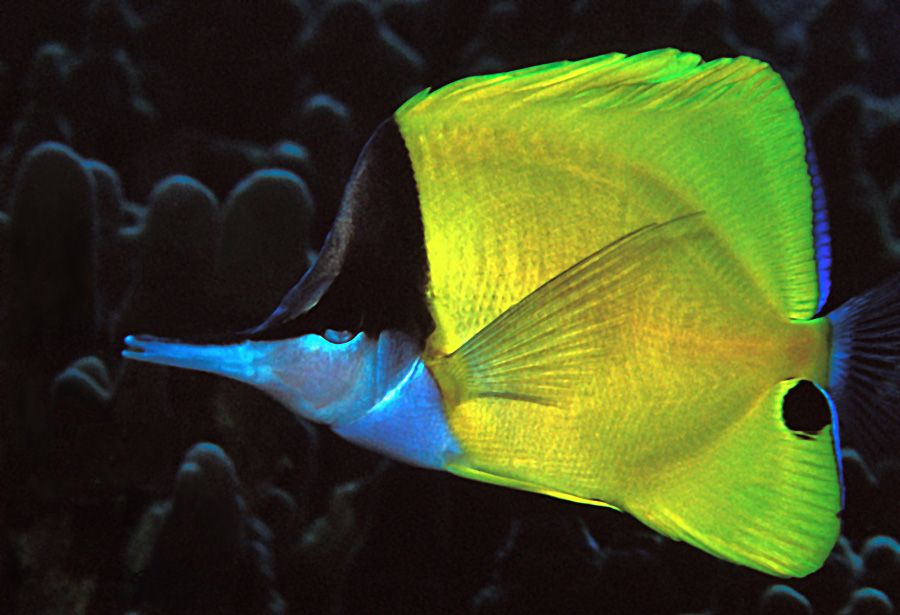
フエヤッコダイ

本種はフエヤッコダイとよく似ていて、1961年まで同一種とされていた。
区別は近くで見ないと難しいが、
- 吻は本種のほうが長い。
- 本種は鰓蓋の下に黒い斑点があるが、フエヤッコダイにはない。

といった相違点がある。

## 生態
雑食で、小動物、藻類などを食べる。

## 分布
太平洋およびインド洋の熱帯のサンゴ礁などに生息する。

## 人とのかかわり
観賞魚。褐色の個体は飼育下では黄色の個体に変化する。